# Брутт, Павел Александрович
Павел Брутт (род. 29 января 1982 года в СССР) — российский профессиональный шоссейный велогонщик. В 2011 году выиграл российский чемпионат по групповой гонке. Участник многих международных соревнований. В 2011 году одержал победу на первом этапе «Тура Романдии».

## Важнейшие достижения
2001
- 1-й на этапе 11 — Вуэльта Венесуэлы

2004
- 1-й на этапе 2 — Circuito Montañés

2006
- 1-й — Тур Греции

2007
- 1-й — GP Chiasso
- 1-й на этапе 9 — Тур Лангкави

2008
- 1-й на этапе 5 — Джиро д’Италия

2009
- 1-й — Тур Вандеи
- 2-й — Тур Валлонии

2011
- 1-й  Чемпионат России в групповой гонке
- 1-й — Классика Сарда
- 8-й — Тур Романдии
  - 1-й на этапе 1

2012
- 1-й — Вольта Лимбург Классик
- 3-й  — Чемпионат России в групповой гонке
- 4-й — Тур Кёльна
- 10-й — Чемпионат России в индивидуальной гонке

2014
- 5-й — Чемпионат России в групповой гонке

2015
- 2-й  — Чемпионат России в групповой гонке
- 3-й  — Чемпионат России в индивидуальной гонке

2016
- 2-й  — Чемпионат России в индивидуальной гонке

## Статистика выступлений на Гранд Турах
- Тур де Франс
  - Участие:3
    - 2010: 102
    - 2011: сход на 9 этапе
    - 2013: 110
- Джиро д'Италия
  - Участие:7
    - 2007: 87
    - 2008: сход переда 10 этапом; Победа на этапе 5
    - 2009: 125
    - 2011: 128
    - 2012: 95
    - 2013: 103
    - 2016: 90
- Вуэльта Испании
  - Участие:3
    - 2008: 105
    - 2012: 106
    - 2015: 101